# Korostychiv
Korostychiv (en ukrainien : Коростишів) ou Korostychev (en russe : Коростышев) est une ville de l'oblast de Jytomyr, en Ukraine. Sa population s’élevait à 24 490 habitants en 2021.

## Géographie
Korostychiv est arrosée par la rivière Teteriv et se trouve à 29 km à l'est de Jytomyr. Elle est reliée par la route M-06 — ou route européenne 40 — à Jytomyr à l'ouest (30 km) et à Kiev (95 km).

## Histoire
Korostychiv reçoit des privilèges urbains (droit de Magdebourg) en 1779. Elle a le statut de ville depuis 1938.

## Population
Recensements (*) ou estimations de la population :
| 1897* | 1923* | 1926* | 1939*  | 1959*  | 1970*  |
| ----- | ----- | ----- | ------ | ------ | ------ |
| 7 863 | 6 873 | 8 102 | 11 215 | 16 960 | 21 153 |

| 1979*  | 1989*  | 2001*  | 2011   | 2012   | 2013   |
| ------ | ------ | ------ | ------ | ------ | ------ |
| 24 420 | 28 046 | 26 068 | 25 768 | 25 793 | 25 817 |

| 2021   | - | - | - | - | - |
| ------ | - | - | - | - | - |
| 24 490 | - | - | - | - | - |

### Personnalités liées à la ville
- Vassil Maliouk, général ukrainien y est né.

## Économie
Korostychiv est un centre important pour la valorisation et le travail du granite, qui occupent de nombreuses entreprises privées. Ce granit présente des couleurs variées (rose, jaune, rouge, vert, gris). Il est connu dans toute l'Ukraine et exporté. La ville compte également des industries agroalimentaires (alcool, aliments pour bétail, lait) et fabrique du papier. Le cadre pittoresque de la ville favorise les activités de loisirs.